# Сиди Бузид (област)
Сиди Бузид (на арабски: ولاية سيدي بوزيد‎) е една от 24-те области (вилаети) на Тунис. Разположена е в централната част на страната. Площта на областта е 6994 км², а населението е около 396 000 души (2004). Столица е град Сиди Бузид.